# Innamorati pazzi (film)
Innamorati pazzi è una commedia del 1989, diretta da Mel Damski.

## Trama
Chris, studente al college, è un secchione di poche parole, deciso a diventare un drammaturgo. Al momento dell'inserimento al college, il computer gli combina un brutto scherzo, mettendolo in stanza con Alex, diminutivo di Alexandra, una ragazza esuberante e tutto pepe. Dopo le baruffe dell'inizio, i due si innamorano perdutamente.